# 凯特·斯拉特
凯特·斯拉特（英語：Kate Slatter，1971年11月10日—），澳大利亚女子赛艇运动员。她曾代表澳大利亚参加1992年、1996年和2000年夏季奥林匹克运动会赛艇比赛，获得一枚金牌和一枚银牌。